# Trường đua Paul Ricard
Trường đua Paul Ricard (Tiếng Pháp Circuit Paul Ricard) là một trường đua xe chuyên dụng nằm ở thị trấn Le Castellet, Var, vùng Provence-Alpes-Côte d'Azur, Pháp. Trường đua hiện đang đăng cai chặng đua GP Pháp của giải đua Công thức 1.

## Lịch sử
Trường đua Paul Ricard được khánh thành vào năm 1970. Từ năm 1971 đến 1990, trường đua sử dụng kiểu đường dài (long-circuit 5.8km) để luân phiên tổ chức chặng đua Công thức 1 GP Pháp với trường đua Dijon. Đến năm 1991 thì bị mất quyền tổ chức vào tay trường đua Magny Cours.

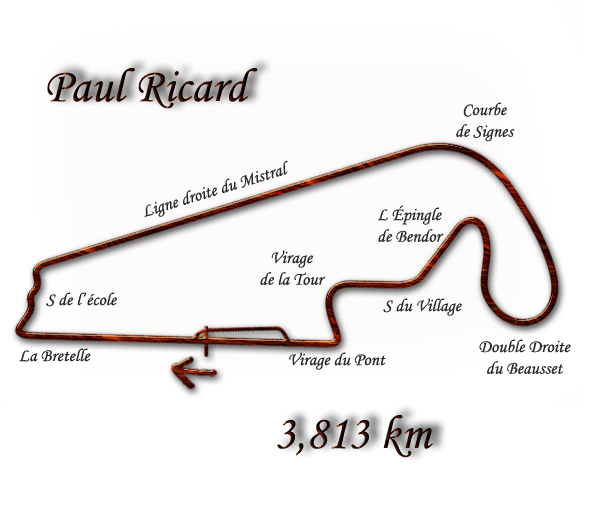
Kiểu đường Short Grand Prix (1986-2001), từng tổ chức các giải đua Mô tô

Trong thời kỳ này, trường đua cũng có 13 lần đăng cai MotoGP Chặng đua MotoGP Pháp bằng kiểu đường ngắn (short-circuit) dài 3.8km.
Từ năm 2018, trường đua một lần nữa giành được quyền đăng cai chặng đua F1 GP Pháp. Năm 2020, chặng đua không thể diễn ra do đại dịch COVID-19.

## Các kỷ lục vòng chạy
Dưới đây là các kỷ lục vòng chạy nhanh nhất của các giải đua được tổ chức ở trường đua Paul Ricard:
| Giải đua                                            | Thời gian                                       | Tay đua                                         | Xe                                              | Sự kiện                                             |
| Kiểu đường (1C-V2) hiện tại 5.842 km (2005–nay)     | Kiểu đường (1C-V2) hiện tại 5.842 km (2005–nay) | Kiểu đường (1C-V2) hiện tại 5.842 km (2005–nay) | Kiểu đường (1C-V2) hiện tại 5.842 km (2005–nay) | Kiểu đường (1C-V2) hiện tại 5.842 km (2005–nay)     |
| --------------------------------------------------- | ----------------------------------------------- | ----------------------------------------------- | ----------------------------------------------- | --------------------------------------------------- |
| F1                                                  | 1:32.740                                        | Sebastian Vettel                                | Ferrari SF90                                    | 2019 French Grand Prix                              |
| FIA F2                                              | 1:44.584                                        | Nyck de Vries                                   | Dallara F2 2018                                 | 2019 Le Castellet Formula 2 round                   |
| Formula Renault 3.5                                 | 1:50.855                                        | Pierre Gasly                                    | Dallara T12                                     | 2014 Le Castellet Formula Renault 3.5 Series round  |
| FIA F3                                              | 1:52.171                                        | Marcus Armstrong                                | Dallara F3 2019                                 | 2019 Le Castellet Formula 3 round                   |
| GP3                                                 | 1:52.551                                        | Anthoine Hubert                                 | Dallara GP3/16                                  | 2018 Le Castellet GP3 Series round                  |
| Euroformula Open                                    | 1:54.281                                        | Ye Yifei                                        | Dallara 320                                     | 2020 Le Castellet Euroformula Open round            |
| FTwo (2009-2012)                                    | 1:55.837                                        | Christopher Zanella                             | Williams JPH1                                   | 2012 Le Castellet FTwo round                        |
| FREC                                                | 1:57.596                                        | Gianluca Petecof                                | Tatuus F.3 T-318                                | 2020 Le Castellet FREC round                        |
| Formula Renault 2.0                                 | 1:59.516                                        | Lorenzo Colombo                                 | Tatuus FR-19                                    | 2019 Le Castellet Formula Renault Eurocup round     |
| GT1                                                 | 2:02.659                                        | Enrique Bernoldi                                | Chevrolet Corvette C6.R                         | 2009 FIA GT Paul Ricard 2 Hours                     |
| Formula 4                                           | 2:04.878                                        | Kirill Smal                                     | Tatuus F4-T014                                  | 2021 Le Castellet Italian F4 round                  |
| GT3                                                 | 2:05.714                                        | Jens Reno Møller                                | Honda NSX GT3 Evo                               | 2019 Le Castellet GT Sports Club round              |
| GT4                                                 | 2:12.633                                        | Jim Pla                                         | Mercedes-AMG GT4                                | 2019 Le Castellet FFSA GT4 round                    |
| TCR Touring Car                                     | 2:13.760                                        | Jack Young                                      | Honda Civic Type R TCR (FK8)                    | 2021 Le Castellet TCR Europe round                  |
| Kiểu đường (1A-V2 Bike): 5.673 km (2018–nay)        |                                                 |                                                 |                                                 |                                                     |
| FIM EWC                                             | 1:55.487                                        | Broc Parkes                                     | Yamaha YZF-R1                                   | 2018 Bol d'Or                                       |
| Kiểu đường (1A-V2): 5.770 km (2005–nay)             |                                                 |                                                 |                                                 |                                                     |
| LMP2                                                | 1:40.139                                        | Nyck de Vries                                   | Aurus 01                                        | 2020 4 Hours of Le Castellet                        |
| LMP1                                                | 1:42.541                                        | Rinaldo Capello                                 | Audi R15 TDI plus                               | 2010 8 Hours of Castellet                           |
| LMP3                                                | 1:48.988                                        | Ben Barnicoat                                   | Ligier JS P320                                  | 2020 1st Paul Ricard Le Mans Cup round              |
| LM GTE                                              | 1:52.098                                        | Andrea Piccini                                  | Ferrari 488 GTE Evo                             | 2020 4 Hours of Le Castellet                        |
| Formula 3                                           | 1:52.828                                        | Daniel Abt                                      | Dallara F308                                    | 2011 Le Castellet F3 Euro Series round              |
| GT1                                                 | 1:53.343                                        | Jos Menten                                      | Chevrolet Corvette C6.R                         | 2006 FIA GT Paul Ricard 500km                       |
| GT3                                                 | 1:53.750                                        | Jake Dennis                                     | Aston Martin Vantage AMR GT3                    | 2019 1000 km of Paul Ricard                         |
| Kiểu đường ngắn (3C): 3.841 km (2002–nay)           |                                                 |                                                 |                                                 |                                                     |
| Auto GP                                             | 1:18.347                                        | Kimiya Sato                                     | Lola B05/52                                     | 2014 Le Castellet Auto GP round                     |
| Formula 3                                           | 1:21.740                                        | Joel Eriksson                                   | Dallara F315                                    | 2016 Le Castellet F3 round                          |
| Formula 4                                           | 1:27.607                                        | Ayumu Iwasa                                     | Mygale M14-F4                                   | 2020 3rd Le Castellet French Formula 4 round        |
| WTCC                                                | 1:30.455                                        | Robert Huff                                     | Honda Civic WTCC                                | 2016 FIA WTCC Race of France                        |
| GT4                                                 | 1:31.906                                        | Adrien Tambay                                   | Audi R8 LMS GT4 Evo                             | 2020 2nd Le Castellet French GT4 Cup round          |
| Kiểu đường ngắn: 3.812 km (1986-2001)               |                                                 |                                                 |                                                 |                                                     |
| F1                                                  | 1:08.012                                        | Nigel Mansell                                   | Ferrari 641                                     | 1990 French Grand Prix                              |
| LMP                                                 | 1:16.870                                        | Emmanuel Collard                                | Ferrari 333 SP                                  | 1998 International Sports Racing Series Paul Ricard |
| 500cc                                               | 1:21.487                                        | Kenny Roberts Jr.                               | Suzuki RGV500                                   | 1999 French motorcycle Grand Prix                   |
| 250cc                                               | 1:23.559                                        | Loris Capirossi                                 | Aprilia RSV 250                                 | 1997 French motorcycle Grand Prix                   |
| GT2                                                 | 1:24.447                                        | Jean-Pierre Jarier                              | Porsche 911 GT2                                 | 1998 4 Hours of Le Castellet                        |
| 125cc                                               | 1:28.383                                        | Tomomi Manako                                   | Honda RS125                                     | 1997 French motorcycle Grand Prix                   |
| Kiểu đường Grand Prix ban đầu: 5.809 km (1970-2001) |                                                 |                                                 |                                                 |                                                     |
| F1                                                  | 1:39.914                                        | Keke Rosberg                                    | Williams FW10                                   | 1985 French Grand Prix                              |
| Group 5                                             | 1:50.600                                        | Jean-Pierre Beltoise                            | Matra-Simca MS670C                              | 1974 1000 km of Castellet                           |
| GT1                                                 | 1:52.653                                        | Anders Olofsson                                 | Ferrari F40 GTE                                 | 1996 BPR 4 Hours of Le Castellet                    |